# 41 на страже Свободы
41 на страже Свободы (англ. 41 for Freedom) является условным обозначением сборного класса ПЛАРБ ВМС США, и состоит из лодок типов «Джордж Вашингтон», «Этэн Аллен», «Лафайет», «Джеймс Мэдисон», «Бенджамин Франклин». Постройка субмарин этих пяти типов ПЛАРБ была ограничена соглашением ОСВ-I, лимитировавшим количество американских БРПЛ 656 единицами, размещёнными на 41 субмарине, получивших, в результате, название «41 на страже Свободы».

## Описание
Атомные субмарины класса «41 на страже свободы» были вооружены баллистическими ракетами средней дальности для создания инструмента ядерного сдерживания в условиях угрозы ядерной войны с любой иностранной державой, угрожавшей США во времена Холодной войны.
Эти лодки были обозначены новым для ВМС США кодом класса: SSBN — Ship, Submarine, Ballistic, Nuclear. Первой построенной лодкой типа «41 на страже свободы» была USS George Washington (SSBN-598), принятая на вооружение 30 декабря 1959 года. Последней принятой на вооружение 1 апреля 1967 года стала USS Will Rogers (SSBN-659). Дальнейшее развитие этот класс получил в виде типа «Огайо».
Последней лодкой типа «41 на страже свободы», снятой с вооружения, 2 апреля 2002 года стала USS Kamehameha (SSBN-642), являвшаяся, по совместительству, старейшей субмариной ВМС США. Имея возраст почти 37 лет она долгое время держала рекорд длительности службы среди атомных субмарин. Две лодки, USS Daniel Webster (SSBN-626) и USS Sam Rayburn (SSBN-635) продолжают использоваться в качестве стационарных учебно-тренировочных судов.

## Состав
| Тип                  | Схема | Кораблей | Сохранено | Годы службы | Polaris A1/A2 | Polaris A1/A2 | Polaris A3 | Polaris A3 | Poseidon C3 | Poseidon C3 | Trident C4 | Trident C4 |
| Тип                  | Схема | Кораблей | Сохранено | Годы службы | Да/Нет        | Кол-во        | Да/Нет     | Кол-во     | Да/Нет      | Кол-во      | Да/Нет     | Кол-во     |
| -------------------- | ----- | -------- | --------- | ----------- | ------------- | ------------- | ---------- | ---------- | ----------- | ----------- | ---------- | ---------- |
| «Джордж Вашингтон»   |       | 5        | 0         | 1959-1985   | зелёная ✓     | 5             | зелёная ✓  | 5          | ❌          | 0           | ❌         | 0          |
| «Этэн Аллен»         |       | 5        | 0         | 1961-1992   | зелёная ✓     | 5             | зелёная ✓  | 5          | ❌          | 0           | ❌         | 0          |
| «Лафайет»            |       | 9        | 1*        | 1963-1994   | зелёная ✓     | 9             | зелёная ✓  | 9          | зелёная ✓   | 9           | ❌         | 0          |
| «Джеймс Мэдисон»     | 10    | 1*       | 1964-1995 | ❌          | 0             | зелёная ✓     | 10         | зелёная ✓  | 10          | зелёная ✓   | 6          |            |
| «Бенджамин Франклин» | 12    | 0        | 1965-2002 | ❌          | 0             | зелёная ✓     | 12         | зелёная ✓  | 12          | зелёная ✓   | 6          |            |

*Сохранены как учебные суда